# Avtalslagen
Avtalslagen är  den lag som utgör stommen i den allmänna avtalslagstiftningen i Sverige respektive i Finland.

## Sverige
Avtalslagen eller lag om avtal och andra rättshandlingar på förmögenhetsrättens område (1915:218) gäller enbart för förmögenhetsrättsliga frågor men tillämpas analogt för andra avtalstyper, ex. samboavtal. Avtalslagen reglerar, till skillnad från den kontraktsrättsliga lagarna, generella frågor som är applicerbara på alla typer av avtal. 
För att ett avtal ska komma till stånd krävs att parterna som sluter avtal har rättslig handlingsförmåga, att parterna har för avsikt att fullfölja avtalet, att avtalet inte tillkommit på ett ogiltigt vis och att avtalets innehåll inte strider mot rättsordningen.
I Sverige råder vad som skulle kunna kallas icke-beröringsprincipen - det vill säga att alla myndiga (ej omyndiga, eller omyndigförklarade) privatpersoner innehar rättigheten till att självständigt ingå i avtal (avtalsfrihet) samt att utkräva ansvarsfrihet. Ingen myndig individ får utöva explicit makt över annan myndig individs rättigheter till avtalsfrihet och utkrävande av ansvarsfrihet, och det finns heller inga undantag till detta. Detta är en grundsten i svensk lagstiftning, och det svenska rättssystemet.
En grundläggande princip som följer av avtalslagen är avtalsfrihet, samt att avtal kommer till stånd genom anbud och accept. Denna typ av avtalsslut brukar kallas för anbud-accept-modellen och bygger på den så kallade löftesprincipen istället för den anglosaxiska kontraktsprincipen. Anbudsgivaren är bunden vid sitt anbud, utom då återbud når mottagaren innan eller samtidigt som anbudet, och likaså motparten av sin eventuell accept vilket föranleder att avtal träffats. Anbudsgivaren är dock inte bundet vid sitt anbud om motparten inte accepterar anbudet inom acceptfristen. Accept efter det att acceptfristen löpt ut räknas som ett nytt anbud. Om accepten innehåller modifikationer av det ursprungliga anbudet räknas detta som oren accept vilket innebär att anbudet avslås i kombination med att den orena accepten räknas som ett nytt anbud gentemot den ursprungliga anbudsgivaren.

### Historik
Avtalslagen av 11 juni 1915 kom till som en följd av ett gemensamt nordiskt samarbete som ledde till mycket snarlika lagar i Danmark (8 maj 1917) i form av Aftaleloven och i Norge (31 maj 1918) i form av Avtaleloven.
Den senaste moderniseringen i Avtalslagen är den om oskäliga avtalsvillkor (paragraf 36) från 1976.
Från 1990-talet har de tidigare snarlika avtalslagarna i de nordiska länderna börjat skilja sig mer från varandra. Detta inleddes då EU:s konsumentavtalsdirektiv från 1993 infördes på olika sätt i länderna. I Danmark och Norge ändrades avtalslagarna på olika sätt, medan Sverige istället införde Avtalsvillkorslagen och Finland ändrade i Konsumentskyddslagen. FN-konventionen om avtal om internationella köp av varor (CISG), som trädde i kraft 1988, infördes också på olika sätt i länderna, och även EU:s konsumenträttsdirektiv från 2011.

## Finland
Den finska avtalslagen heter formellt lag om rättshandlingar på förmögenhetsrättens område (finska: laki varallisuusoikeudellisista oikeustoimista). Om lagen används också kortnamnet rättshandlingslagen (finska: oikeustoimilaki).